# Edu Dracena
Eduardo Luís Abonízio de Souza (Dracena, 18 de maio de 1981), mais conhecido como Edu Dracena, é um comentarista e ex-futebolista brasileiro que atuava como zagueiro. Atualmente é comentarista da Band no programa Jogo Aberto.

## Carreira

### Guarani
Nascido em Dracena, no interior de São Paulo, no dia 18 de maio de 1981, Eduardo Luiz Abonízio de Souza iniciou sua carreira de jogador no Guarani, em 1995, com apenas treze anos.
Após passar pelas categorias de base do Bugre, estreou no profissional aos 17 anos, em 1999, contra a Matonense, numa derrota por 2–1.

### Olympiacos
No dia 2 de julho de 2002, foi emprestado ao Olympiacos. Atuando na Grécia, o zagueiro teve dificuldades com o idioma e só realizou 10 jogos pela equipe.

### Cruzeiro
Por indicação do treinador Vanderlei Luxemburgo, Edu Dracena voltou ao Brasil e foi contratado pelo Cruzeiro em fevereiro de 2003.
No clube de Belo Horizonte, logo de cara viveu um ano mágico e faturou a tríplice coroa com os títulos do Campeonato Mineiro, da Copa do Brasil e do Campeonato Brasileiro. Edu Dracena voltou a conquistar o estadual no ano seguinte, mas viveu um drama em 2005, ao sofrer uma séria lesão no joelho direito, na final do Campeonato Mineiro contra o Ipatinga. Além do vice-campeonato, o jogador sofreu com a contusão, que o deixou afastado dos gramados por quase sete meses. Após se recuperar, foi titular na conquista do Campeonato Mineiro de 2006.

### Fenerbahçe

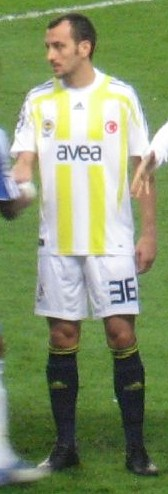
Dracena com o Fenerbahçe em 2007

Foi contratado pelo Fenerbahçe em agosto de 2006, por 5,7 milhões de euros (R$ 15,6 milhões). Atuando ao lado de Alex e Deivid, seus ex-companheiros no Cruzeiro, Dracena permaneceu três anos na equipe e conquistou o Campeonato Turco na temporada 2006–07.

### Santos
Em 2009, após rescindir com o Fener e receber várias propostas de clubes europeus (por ter cidadania italiana), a vontade de atuar no Brasil foi maior e Edu Dracena decidiu assinar com o Santos. Como estava há cinco meses sem jogar, aceitou uma redução salarial para fechar contrato. O jogador chegou ao Peixe em setembro, indicado pelo então treinador Vanderlei Luxemburgo. Sua estreia só aconteceu em novembro, contra o Avaí, após sete meses se recuperando de uma cirurgia no joelho.

#### 2010
Após fazer um excelente Campeonato Paulista pelo Santos (onde foi campeão contra o Santo André), foi eleito pela Federação Paulista de Futebol o melhor zagueiro do torneio. Ainda naquele ano, viria a ser muito importante na conquista da Copa do Brasil, marcando o gol do título em pleno Barradão contra o Vitória. Edu Dracena mostrou não ser apenas um ótimo zagueiro, mas também um líder dentro de campo, assumindo então o posto de capitão da equipe com a saída do Robinho. No segundo semestre a equipe do Santos, por já estar classificada para a Libertadores, caiu de produção no Campeonato Brasileiro. Por consequência, a defesa da equipe foi duramente criticada nesse período por sofrer muitos gols. O time voltou a fazer boas atuações apenas no final do ano, trazendo de volta a confiança da torcida.

#### 2011
No Campeonato Paulista, apesar de um inicio turbulento, a equipe do Santos voltou a ter atuações de destaque, coroando-se bicampeão ao final da competição. Edu Dracena terminou o Campeonato sendo mais uma vez eleito o melhor zagueiro do torneio. Na Copa Libertadores da América, após más atuações na fase de grupos, a defesa do Santos cresceu de produção com a chegada do treinador Muricy Ramalho. Na fase de mata-mata, Edu voltou a fazer um gol importante, na semifinal contra o Cerro Porteño, no Estádio do Pacaembu, levando o Santos para mais uma final de Libertadores — que foi ganha diante do Penãrol, do Uruguai.
Assim como no ano anterior, a equipe "tirou o pé" no Campeonato Brasileiro, focando na Copa do Mundo de Clubes da FIFA, que aconteceu em dezembro, e logo o setor defensivo voltou a ser criticado por levar quatro gols na final diante do Barcelona.

#### 2012
O ano de 2012 começou com um incentivo a mais para os jogadores do Santos, pois em abril aconteceria o centenário do clube. Nas primeiras partidas do ano, o técnico Muricy Ramalho utilizou o time reserva, pois os titulares se apresentaram depois, devido ao Mundial de Clubes. Com o time completo, mais uma vez o Santos mostrou a sua força no Campeonatos Paulista, tornando-se mais uma vez tricampeão, fato que não acontecia desde a década de 60, na Era Pelé. Pela terceira vez consecutiva Edu Dracena foi o melhor zagueiro do Paulistão. Apesar do ótimo início de temporada, Dracena acabou se contundindo na partida contra o Botafogo, válida pelo Campeonato Brasileiro, em julho. O retorno previsto para o capitão do Santos foi para o início de 2013.

#### 2013
No início do ano, Dracena, em fase final de recuperação, acabou poupado, junto com o lateral Léo, do amistoso de pré-temporada do Santos diante do Grêmio Barueri, no Estádio do Pacaembu.

### Corinthians
No dia 21 de janeiro de 2015, após rescindir seu contrato com o Santos por conta de atrasos salariais, foi oficialmente anunciado pelo Corinthians, assinando um contrato de dois anos.
Pela equipe alvinegra, conquistou o Campeonato Brasileiro de 2015. Porém, ao final da competição, o jogador pediu ao clube a rescisão de seu contrato, alegando que não teve espaço no time.

### Palmeiras
Em 22 de dezembro, no mesmo dia em que conseguiu a rescisão de contrato junto ao Corinthians, o jogador acertou contrato com o maior rival do clube, o Palmeiras, por dois anos.
Em 2016, sagrou-se campeão brasileiro pelo time alviverde, ajudando o clube a quebrar um tabu de 22 anos sem conquistar o Campeonato Brasileiro, durante o qual permaneceu a maior parte do tempo na suplência da dupla de zaga formada por Yerry Mina e Vitor Hugo. Com a saída do segundo, no ano seguinte disputou o Campeonato Brasileiro como titular, ajudando o clube a sagrar-se vice-campeão, atuando na maioria das partidas pelo lado esquerdo da zaga.
Em 2018, iniciou sua terceira temporada no Palmeiras realizando pré-temporada estendida, a fim de manter-se à disposição para o restante da temporada. Colecionou boas atuações ao lado de Antônio Carlos, ajudando o Palmeiras a sagrar-se decacampeão brasileiro.
No dia 5 de dezembro de 2019 fez seu último jogo, e curiosamente sua carreira encerrou-se no mesmo local onde havia começado, no Estádio Brinco de Ouro, do Guarani, clube que o revelou para o futebol.

### Aposentadoria
Dracena anunciou sua aposentadoria em entrevista coletiva no dia 4 de dezembro de 2019 e se despediu dos gramados no dia seguinte, após goleada do Palmeiras por 5–1 contra a equipe do Goiás, pela 37ª rodada do Campeonato Brasileiro.

## Seleção Nacional
Pela Seleção Brasileira, integrou o grupo na Copa das Confederações de 2003 e foi convocado em algumas outras oportunidades, tendo atuado em três partidas, uma em 2004, quando defendia o Cruzeiro, e outras duas em 2007, enquanto defendia o Fenerbahçe.

## Pós-aposentadoria
Em dezembro de 2019, logo após se aposentar no Palmeiras, Edu Dracena aceitou um convite para ser assessor técnico do clube. No novo cargo, passou a atuar diretamente com os jogadores e a comissão técnica.
O ex-zagueiro deixou o Palmeiras em outubro de 2021, aceitando um convite para ser diretor executivo e comandar o futebol do Santos. Pediu demissão do cargo no dia 7 de julho de 2022, após a eliminação santista para o Deportivo Táchira, pela Copa Sul-Americana.
Em maio de 2024, logo após a compra da SAF do Cruzeiro pelo empresário Pedro Lourenço, Edu Dracena foi anunciado como novo diretor técnico do clube celeste.
No dia 31 de março de 2025, após a saída de Denílson para o Grupo Globo, Edu passou a ser comentarista do Jogo Aberto, da Band.

## Estatísticas

### Clubes
Atualizadas até 5 de dezembro de 2019
| Clube             | Temporada         | Campeonato nacional | Campeonato nacional | Copa nacional | Copa nacional | Competições continentais | Competições continentais | Outros torneios¹ | Outros torneios¹ | Total | Total |
| Clube             | Temporada         | Jogos               | Gols                | Jogos         | Gols          | Jogos                    | Gols                     | Jogos            | Gols             | Jogos | Gols  |
| ----------------- | ----------------- | ------------------- | ------------------- | ------------- | ------------- | ------------------------ | ------------------------ | ---------------- | ---------------- | ----- | ----- |
| Corinthians       | 2015              | 16                  | 2                   | 1             | 0             | 4                        | 0                        | 12               | 0                | 33    | 2     |
| Corinthians       | Total             | 16                  | 2                   | 1             | 0             | 4                        | 0                        | 12               | 0                | 33    | 2     |
| Palmeiras         | 2016              | 17                  | 0                   | 2             | 0             | 2                        | 0                        | 6                | 0                | 27    | 0     |
| Palmeiras         | 2017              | 25                  | 0                   | 4             | 0             | 6                        | 0                        | 13               | 0                | 48    | 0     |
| Palmeiras         | 2018              | 20                  | 2                   | 6             | 0             | 5                        | 0                        | 4                | 0                | 35    | 2     |
| Palmeiras         | 2019              | 6                   | 0                   | 2             | 0             | 0                        | 0                        | 10               | 1                | 18    | 1     |
| Palmeiras         | Total             | 68                  | 2                   | 14            | 0             | 13                       | 0                        | 33               | 1                | 128   | 3     |
| Total na carreira | Total na carreira | 84                  | 4                   | 15            | 0             | 17                       | 0                        | 45               | 1                | 161   | 5     |

¹Estão incluídos jogos e gols pelo Campeonato Paulista, torneios amistosos e amistosos

## Títulos

### Como jogador
Olympiacos
- Super Liga Grega: 2002–03

Cruzeiro
- Campeonato Mineiro: 2003, 2004 e 2006
- Copa do Brasil: 2003
- Campeonato Brasileiro: 2003

Fenerbahçe
- Süper Lig: 2006–07
- Supercopa da Turquia: 2007

Santos
- Campeonato Paulista: 2010, 2011 e 2012
- Copa do Brasil: 2010
- Copa Libertadores da América: 2011
- Recopa Sul-Americana: 2012

Corinthians
- Campeonato Brasileiro: 2015

Palmeiras
- Campeonato Brasileiro: 2016 e 2018

Seleção Brasileira Sub-20
- Campeonato Sul-Americano Sub-20: 2001
- Torneio Internacional de Toulon: 2002

#### Prêmios individuais
- Melhor zagueiro do Campeonato Mineiro: 2004, 2005 e 2006
- Melhor zagueiro do Campeonato Paulista: 2010,[5] 2011[24] e 2012[25]

### Como assessor técnico
Palmeiras
- Florida Cup: 2020
- Campeonato Paulista: 2020
- Copa Libertadores da América: 2020
- Copa do Brasil: 2020